# Artigas Barrios

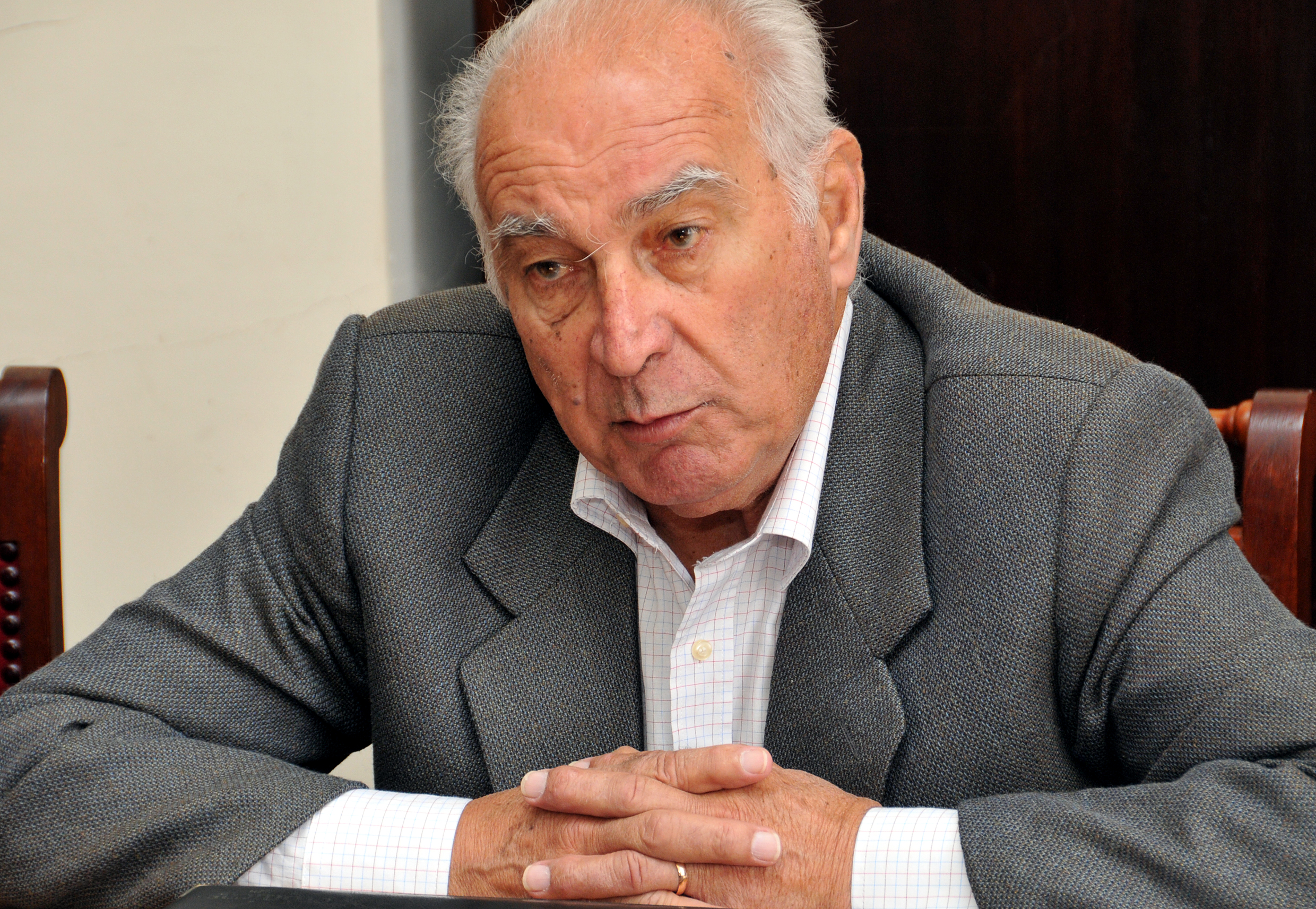
Artigas Barrios (2013)

Artigas Barrios (* 7. Juli 1937 in Lascano, Rocha; † 16. Juni 2022) war ein uruguayischer Politiker.

## Leben und Karriere
Barrios, mit Mercedes Lasso verheiratet und Vater von sechs Kindern, war seit 1958 Mitglied in der Partido Socialista del Uruguay und somit der Frente Amplio angehörig. Im Departamento Rocha gehörte er zu den Mitbegründern dieses Parteienbündnisses.
1989 kandidierte er zunächst erfolglos als Abgeordneter für ein Mandat in der Cámara de Representantes. Bei einer weiteren Kandidatur 1999 ging er schließlich erfolgreich aus der Wahl hervor und war für die Legislaturperiode 2000 bis 2005 Parlamentsvertreter seines Heimatdepartamentos.
Im Mai 2005 gewann er zudem die Wahl zum Intendente dieses Departamentos, womit er der erste Vertreter der Frente Amplio war, der dieses Amt in Rocha ausübte. 2010 wurde er für eine zweite fünfjährige Amtszeit wiedergewählt.
Barrios starb am 16. Juni 2022 im Alter von 84 Jahren an den Folgen einer Lungenentzündung.